# 테크니컬 라이팅
테크니컬 라이팅(technical writing)은 단순히 과학 기술 정보를 정확하게 전달하기 위한 글쓰기 기법이 아니다. 테크니컬 라이팅은 모든 유형의 글쓰기에서 뜻을 분명하고 알기 쉽게 전달하는 것을 목표로 하는 기본 원리이다. 문예적인 글쓰기와는 목표부터가 다르다는 점을 분명히 할 필요가 있다.
참고로 기존의 정의를 보자. 좁은 의미로는 과학 기술 정보를 정확하고 효과적으로 전달하기 위한 문서 작성 기술을 뜻한다. 넓은 의미로는 명확한 목표를 가진 주제에 대하여 중요한 사실을 전달하기 위한 서식이나 문체를 의미한다.
최근 들어서는 테크니컬 라이팅이란 용어의 적용 범위를 한정하기보다는 글쓰기의 기법과 원리 차원에서 폭넓게 응용하는 것이 중요하다는 의견이 지배적이다.

## 인접 용어
해당 학계 및 전문 업계에서는 테크니컬 라이팅이란 용어가 표준이 되었다. 파생 용어로는 '테크니컬 라이터'가 있으며, '테크니컬 커뮤니케이션'과 '테크니컬 커뮤니케이터'는 그 의미가 확장된 용어이다.
또한 테크니컬 글쓰기, 기술적 글쓰기라는 용어가 있는데, 이들은 모두 테크니컬 라이팅의 번역어들이다. '테크니컬 글쓰기'는 일부 대학에서 테크니컬 라이팅의 대용어로 사용하는 경우가 있다. 실제로 국내 대학의 교양 과정에 '테크니컬 글쓰기'라는 강의 과목을 개설한 사례가 있다. '기술적 글쓰기'는 테크니컬 라이팅을 직역한 용어이다. 전문 업계에서는 거의 사용하지 않는다.
이밖에도 '과학적 글쓰기'나 '과학 글쓰기', '사이언스 라이팅',  '과학기술 글쓰기, '공학적 글쓰기', '기술 문서 작성' 등이 테크니컬 라이팅의 인접 용어로서 혼용되고 있다.

## 기원
테크니컬 라이팅의 원초적 형태는 고대 그리스 아리스토텔레스의 저서는 물론 르네상스 시대 레오나르도 다빈치의 건축, 과학, 의학 관련 저작물 등에서도 찾을 수 있다. 그러나 이들의 저작 활동은 테크니컬 라이팅에 해당하는 개념이나 기법을 염두에 두고 진행된 것이 아니라는 데서 일정한 한계를 갖는다.
엄밀한 의미에서 테크니컬 라이팅의 기원은 테크니컬 라이팅의 아버지로 평가되는 사무엘 챈들러 얼(Samuel Chandler Earle, 1870~1917)이 미국 터프츠 공대에서 교재로 사용한 The Theory and Practice of Technical Writing (1911)이다.
사무엘 챈들러 얼은 1911년 미국공학교육학회(ASEE)에서 "English in the Engineering School at Tufts College"라는 논문을 통해 이른바 '터프츠 실험(Tufts Experiment)'의 결과를 발표했다. 그 요지는 공학 교육 과정에서 영어 교육의 궁극적인 목표를 현실의 요구에 맞게 '테크니컬 라이팅' 과정으로 전환해야 한다는 것이었다.
이 발표는 공학 계통 및 영어 교육자들 사이에서 10년 여에 걸친 열띤 토론과 작문 교육 과정의 개혁을 촉발하는 계기가 되었다. 실제로도 얼은 영어위원회(Committee on English)의 위원장을 맡아 이 같은 변혁을 주도했다.
진정한 의미에서의 테크니컬 라이팅이 대학의 정규 교과목으로 진입하여 오늘날에 이르게 된 것이다.

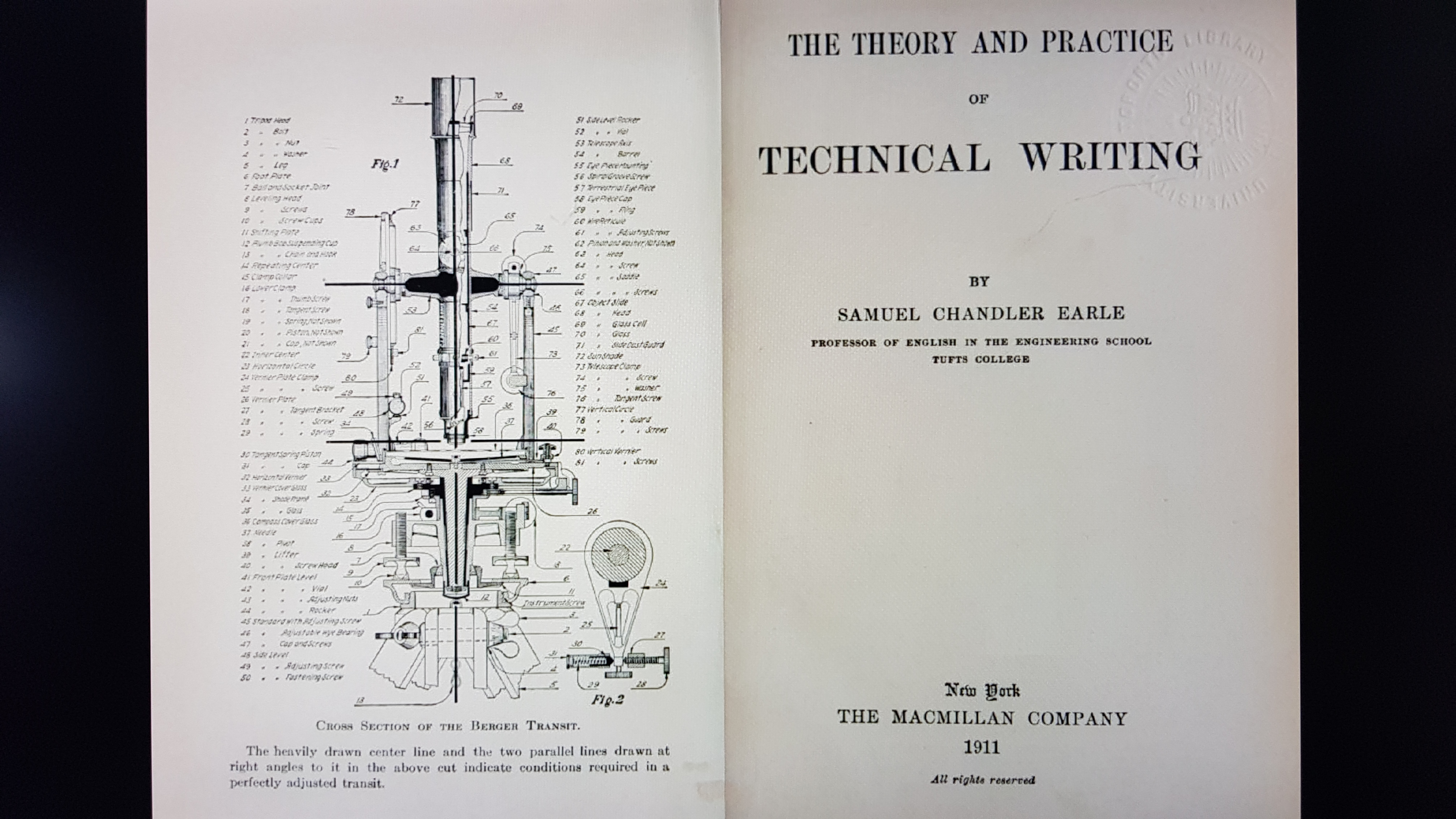
Samuel Chandler Earle, The Theory and Practice of Technical Writing (1911)

## 관점
글쓰기 능력은 타고나는 것이 아니라 만들어지는 것이라는 관점이다. 누구나 배워서 익히면 글쓰기 능력을 향상시킬 수 있다는 방법론적 시각이라고 할 수 있다.

## 기본 원리
테크니컬 라이팅의 기본 원리를 일목요연하게 정리하기는 어렵다. 테크니컬 라이팅은 학문적으로 정립된 개념이라기보다는 산업 현장의 요구에 의해 끊임없이 변화하는 실제에 더 가깝기 때문이다.
이러한 사정을 전제하고, 테크니컬 라이팅의 기본 원리를 요약하면 다음과 같다.
첫째, 짧은 문장(문장의 길이)을 사용한다.
둘째, 간결한 문장(문장 성분)을 사용한다.
셋째, 능동형 문장(문장의 태)을 사용한다.
넷째, 시각적 요소를 적극 활용한다(구성 요소별 작성 원칙 준수).
다섯째, 두괄식 구성(정보의 구성과 배치)을 사용한다.
여섯째, 사용자 중심의 서술 시점(독자 지향 글쓰기)을 유지한다.
일곱째, 태스크 해결형 서술 기법(문제 해결형 글쓰기)을 사용한다.
이러한 기본 원리들은 모두 뜻을 분명하고 알기 쉽게 전달하려는 테크니컬 라이팅의 목표를 이루기 위한 것이다.

## 배경
테크니컬 라이팅이 부각된 배경으로는 산업화와 표준화를 거론할 수 있다.
산업화 과정에서 제조물 책임법이 시행(미국 1960년, 영국 1988년, 독일 1990년, 중국 1993년, 일본 1995년, 한국 2002년)되어 매뉴얼(사용 설명서)이 제품의 필수적인 구성품이 된 것은 테크니컬 라이팅의 수요를 촉발했다.
또한 제품의 특성에 맞는 표준화된 문장 및 스타일이 요구된 점도 빼놓을 수 없다.

## 현실적 필요
이공 계통을 전공하는 학생이나 연구자들에게 다양한 유형의 실험 및 연구 보고서 작성을 위한 글쓰기 기술을 교육해야 한다는 현실적 요구가 대두되었다.
특히 다양한 기술 문서 작성에 두루 응용할 수 있는 글쓰기 자체의 원리와 실기를 교육해야 한다는 산업 현장에서의 요구는 대학의 작문 교육 커리큘럼에 큰 변화를 일으키고 있다. 테크니컬 라이팅이라는 개념과 교육 과정의 도입은 여기에서 비롯한다.
이러한 사정은 직무 및 비즈니스 영역도 예외가 아니다. 제안서, 보고서, 기술 문서(개발 문서, 매뉴얼 등), 번역문 등 다양한 유형의 직무 및 비즈니스 글쓰기에 폭넓게 응용할 수 있도록 테크니컬 라이팅의 원리와 실기에 대한 체계적인 교육이 필요하다는 지적이 나오는 이유이다.

## 전문 업계
산업계의 현실적 수요와 테크니컬 라이팅이란 새로운 글쓰기 분야의 대두가 서로 맞아떨어지면서 하나의 업종을 형성하기 시작했다. 
국내의 경우 테크니컬 라이팅이라는 개념이 정립되기도 전에 기술 문서 작성, 매뉴얼 개발 등의 산업적인 글쓰기가 진행되었다. 매뉴얼 개발 업계의 경우 1세대(1985~90년 창업)에서 2세대로 넘어가는 과도기이다. 대표적인 업체로는 한샘글로벌(주), 솔트룩스, AST, 라티스글로벌, 포인트펜, 다온 등이 있다. 
최근에는 매뉴얼 개발에 국한하지 않고, 앱·웹사이트와 기술 문서의 전문가 그룹 분석·진단 및 리뉴얼, 번역문 리뷰, 직무 및 비즈니스 글쓰기 교육 등 테크니컬 라이팅에 기반한 콘텐츠 컨설팅을 제공하는 업체들도 등장하고 있다. 대표적인 업체로는 테크니컬 라이팅 캠퍼스(TWC), 디앤디, 이분 등을 꼽을 수 있다.